# حشره‌خوار دم‌دراز سری‌لانکایی
 حشره‌خوار دم‌دراز سریلانکایی (نام علمی: Crocidura miya) نام یک گونه از سرده حشره‌خوارهای دندان‌سفید است.